# ريشو سوملاي
ريشو سوملاي (بالمجرية: Somlai Rezső)‏ (1911 – تاريخ الوفاة غير معروف) لاعب كرة قدم مجري راحل كان يجيد اللعب في خط الوسط.
لعب طوال مسيرته الرياضية في أندية نادي فيرينكفاروسي، نيس (1932-1934) كيسبيستي (1934-1935) أولمبيك أليه (1935-1936) النجم الأحمر (1936-1937).
تم استدعائه للانضمام إلى منتخب المجر ولكنه لم يلعب أي مباراة (1934). شارك مع منتخب المجر في بطولة كأس العالم 1934 في إيطاليا حيث خرج من الدور الربع النهائي.
تولى تدريب بلغاريا (1947) ليفسكي صوفيا (1948-1949).

## وصلات خارجية
- ريشو سوملاي على موقع قاعدة بيانات كرة القدم.إي يو (الإنجليزية)
- ريشو سوملاي على موقع Soccerway.com (الإنجليزية)

- هذا سيرة ذاتية